# لارا كروفت: تومب رايدر
لارا كروفت: تومب رايدر (بالإنجليزية: Lara Croft: Tomb Raider)‏ هو فيلم مغامرة، فتيات مع أسلحة، فيلم صيد كنوز، فيلم خيال علمي، فيلم فنتازيا وفيلم حركة
أُصدر في 2001، و2002. الفيلم من إنتاج موتوال فيلم، ومن توزيع أفلام باراماونت، وقد أخرجه سيمون ويست، وكَتَب السيناريو Patrick Massett ‏، John Zinman ‏ و سيمون ويست. الفيلم مقتبسٌ من تومب رايدر من تأليف .

## القصة
تقوم بطلة الفيلم لارا كروفت بجمع الآثار القديمة من جميع أنحاء المدن والمعابد من خلال استغلال قدرتها على القتال اليدوي، والأسلحة النارية، تضطر إلى مواجهة جماعة تدعى المتنورين، في صراع البحث عن تعويذة تعطي مالكها قدرة التحكم بالوقت.

## طاقم التمثيل
- أنجلينا جولي، بدور لارا كروفت
- دانيال كريغ
- ريتشارد جونسون
- جوليان ريند توت
- ليزلي فيليبس
- جون فويت
- كريس براون
- إيان غلين
- نواه تايلور
- Mark Collie [الإنجليزية]‏

## الإنتاج

### التصوير
صوّر الفيلم في آيسلندا، هونغ كونغ و Pinewood Studios، وكان Peter Menzies Jr. ‏ مديرًا لتصوير الفيلم.

### الموسيقى
موسيقى الفيلم التصويرية من تلحين غرايم ريفيل ‏.

## الاستقبال

### الجوائز والترشيحات
الجوائز
الترشيحات

## وصلات خارجية
- لارا كروفت: توم رايدر على موقع IMDb (الإنجليزية)
- لارا كروفت: توم رايدر على موقع ميتاكريتيك (الإنجليزية)
- لارا كروفت: توم رايدر على موقع روتن توميتوز (الإنجليزية)
- لارا كروفت: توم رايدر على موقع نتفليكس (الإنجليزية)
- لارا كروفت: توم رايدر على موقع قاعدة بيانات الأفلام العربية
- لارا كروفت: توم رايدر على موقع ألو سيني (الفرنسية)
- لارا كروفت: توم رايدر على موقع Turner Classic Movies (الإنجليزية)
- لارا كروفت: توم رايدر على موقع أول موفي (الإنجليزية)
- لارا كروفت: توم رايدر على موقع بوكس أوفيس موجو (الإنجليزية)
- لارا كروفت: توم رايدر على موقع فيلمافينيتي (الإسبانية)